# 伊莉莎白·弗蕾德里克·索菲
伊莉莎白·弗蕾德里克·索菲（德語：Elisabeth Friederike Sophie，1732年8月30日—1780年4月6日），符騰堡公爵夫人，拜律特藩侯腓特烈三世的女兒。
1748年，伊莉莎白與符騰堡公爵卡爾·歐根結婚，兩人除了一個夭折的女兒外沒有其他子女。1780年，伊莉莎白於拜律特去世。